# Séwé Sports de San Pedro
Séwé Sports de San Pedro is een Ivoriaanse voetbalclub uit San-Pédro. De club wist zich al twee keer te plaatsen voor de finale van de beker maar kon deze nog niet winnen. In 2007 degradeerde de club uit de hoogste klasse, maar kon na één seizoen terugkeren.

## Erelijst
- Ivoriaans landskampioenschap

2012, 2013, 2014
- Ivoriaanse Supercup

2005, 2012, 2013, 2014

## Bekende (ex-)spelers
- Sylvain Gbohouo
- Siaka Dagno
- Yaya Soumahoro

AFAD Djékanou - Lys FC Sassandra - ASEC Mimosas - FC San-Pédro - FC Mouna - Africa Sports d'Abidjan - SOL FC - AS Denguélé - Société Omnisports de l'Armée - Bouaké FC - Stade d'Abidjan - FC Olympic Sport d'Abobo - Stella Club d'Adjamé - Zoman FC - Racing Club d'Abidjan - CO Korhogo